# Gle Keumuron
Gle Keumuron är ett berg i Indonesien.   Det ligger i provinsen Aceh, i den västra delen av landet, 1 800 km nordväst om huvudstaden Jakarta. Toppen på Gle Keumuron är 366 meter över havet.
Terrängen runt Gle Keumuron är huvudsakligen lite kuperad.Runt Gle Keumuron är det glesbefolkat, med 14 invånare per kvadratkilometer. I omgivningarna runt Gle Keumuron växer i huvudsak städsegrön lövskog.